# 54 Leonis
Désignations

 composante 1 (54 Leo A) :
HD 94601, HR 4259, SAO 81583
54 Leonis (en abrégé 54 Leo) est une étoile binaire de la constellation du Lion. Elle est située à environ 290 années-lumière (89 parsecss) de la Terre.
Cette étoile[Laquelle ?] a 2,59 fois la masse du Soleil, avec une vitesse de rotation projetée de 182 km s−1. 54 Leonis a été occultée par l'astéroïde (729) Watsonia le 3 mars 2013 à 01:48 UTC.